# Voyagers (filme)
Voyagers (bra: Viajantes: Instinto e Desejo) é um filme de ficção científica estadunidense de 2021 escrito e dirigido por Neil Burger. O filme é estrelado por Tye Sheridan, Lily-Rose Depp, Fionn Whitehead, Colin Farrell, Chanté Adams, Isaac Hempstead Wright, Viveik Kalra, Archie Renaux, Archie Madekwe e Quintessa Swindell, e segue um grupo de astronautas adolescentes enviados em um missão multigeracional no ano de 2063 para colonizar um exoplaneta habitável em meio à mudança climática descontrolada e ao declínio da habitabilidade na Terra. 
Voyagers foi lançado nos cinemas em 9 de abril de 2021 pela Lionsgate. Recebeu críticas mistas da imprensa, e arrecadou apenas US$ 4,2 milhões contra um orçamento de produção de US$ 29 milhões, tornando-se um fracasso de bilheteria.

## Elenco
- Tye Sheridan como Christopher
- Lily-Rose Depp como Sela
- Fionn Whitehead como Zach
- Colin Farrell como Richard Alling
- Chanté Adams como Phoebe
- Isaac Hempstead Wright como Edward
- Viveik Kalra como Peter
- Archie Madekwe como Kai
- Quintessa Swindell como Julie
- Archie Renaux como Alex
- Madison Hu como Anda
- Wern Lee como Tayo

## Lançamento
Voyagers foi originalmente programado para ser lançado em 25 de novembro de 2020, mas sua estreia foi significativamente atrasada devido à pandemia de COVID-19, que impactou negativamente a produção de filmes. Posteriormente, foi reprogramado para ser lançado em 9 de abril de 2021.

## Recepção
O Rotten Tomatoes relata que 26% das 120 críticas deram ao filme uma avaliação positiva, com uma nota média de 5/10. O consenso crítico do site afirma: "Com um elenco de jogo e uma premissa cheia de potencial, Voyagers fica à deriva em uma órbita familiar em vez de explorar totalmente seus temas intrigantes". O Metacritic atribuiu uma pontuação média ponderada de 44 de 100 com base em 34 avaliações, indicando "críticas mistas ou médias".  